# Pinnekjøtt

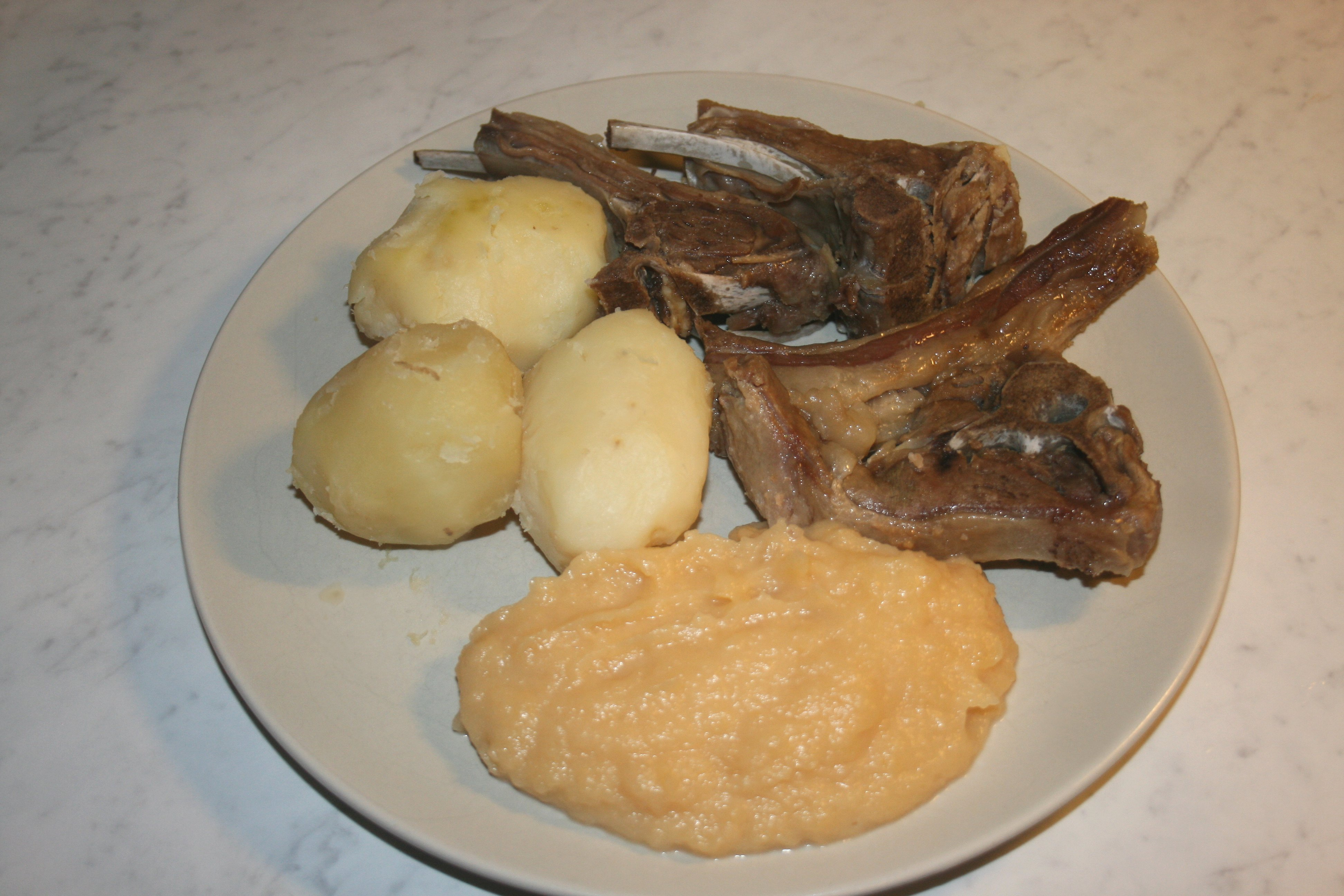
Pinnekjøtt com puré de colza e batata.

Pinnekjøtt é um prato tradicional de Natal oriundo do oeste da Noruega. É servido com purê de colza e batata, acompanhado tradicionalmente de cerveja e aquavita, às vezes, substituído por vinho tinto. Embora seja servido apenas na parte ocidental da Noruega (Vestlandet), o Pinnekjøtt está ganhando popularidade em outras partes do país.